# Крепости Молдавского княжества
В Средние века в Молдавском княжестве была воздвигнута сеть крепостей, которые позволяли обороняться от нашествия врагов. Некоторые крепости были воздвигнуты в ещё до образования Молдавского независимого государства, другие — молдавскими господарями.
Наиболее известные крепости — Белгород-Днестровская крепость (Четатя Албэ), Сорокская и Хотинская на Днестре, Килия на Дунае, Цецинская, Романская, Сучавская Тронная крепость и Нямецкая — внутри страны. Эти крепости были построены из камня и кирпича, их руины сохранились до наших дней, другие крепости были деревянными и не сохранились. Размеры крепостей небольшие. Толщина стен — до 5 м. Белгородская и Сучавская крепости были окружены рвами, наполненными водой.
На территории Молдавии находится и Бендерская крепость, построенная турками и часть Днестровской линии — ряда крепостей, воздвигнутых русским правительством в конце XVIII века для защиты возникших там новых русских поселений.

## Галерея

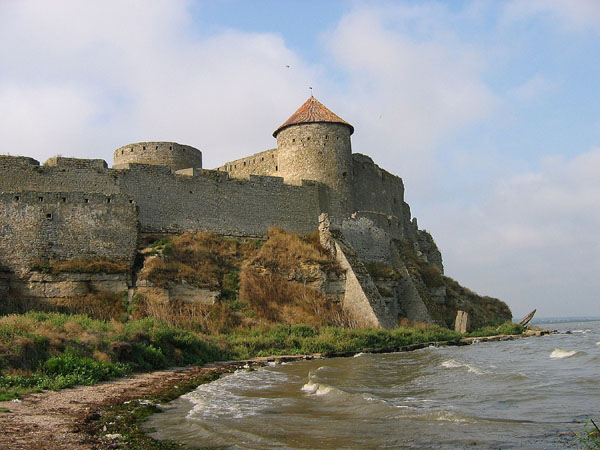
Белгород-Днестровская крепость
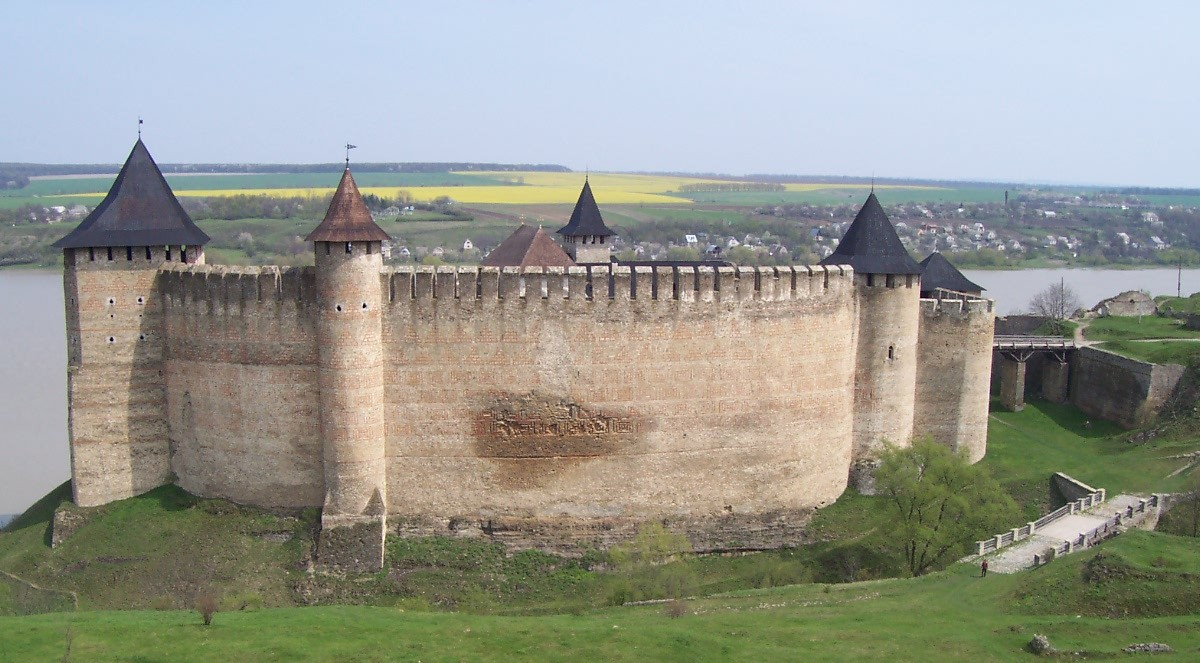
Хотинская крепость
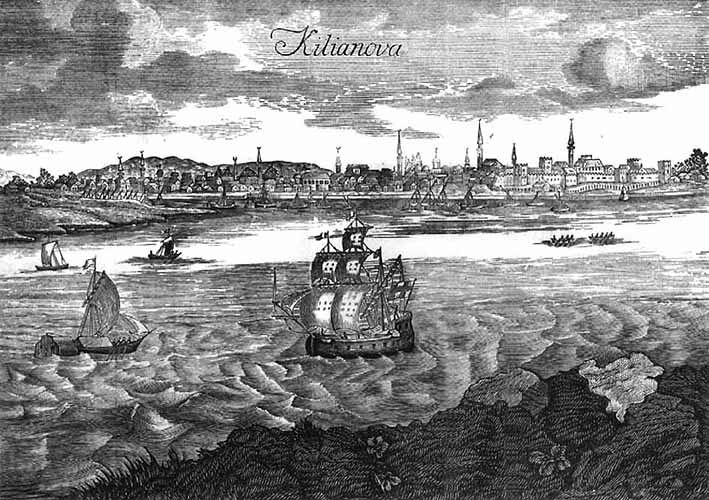
Килия
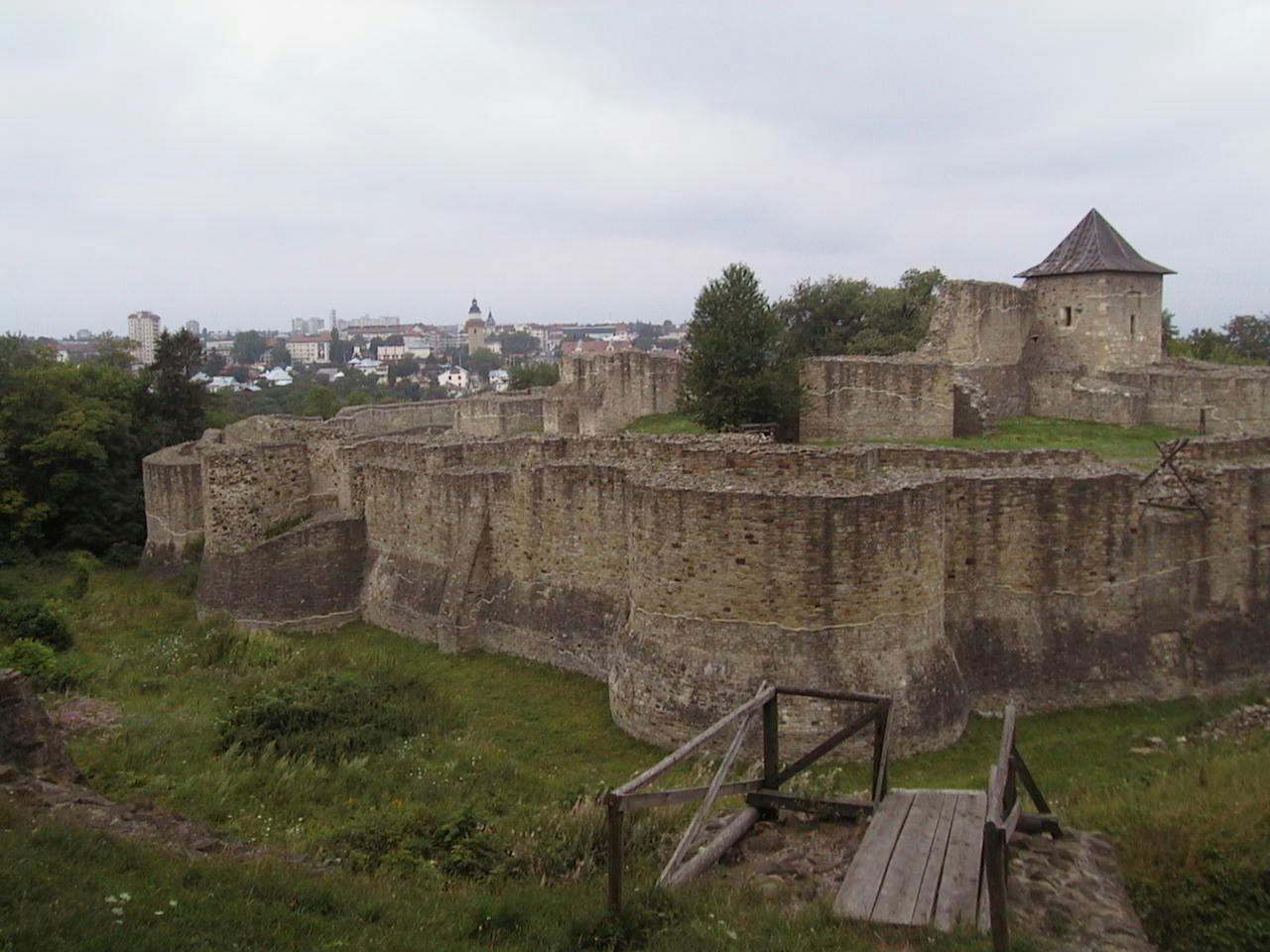
Сучавская тронная крепость
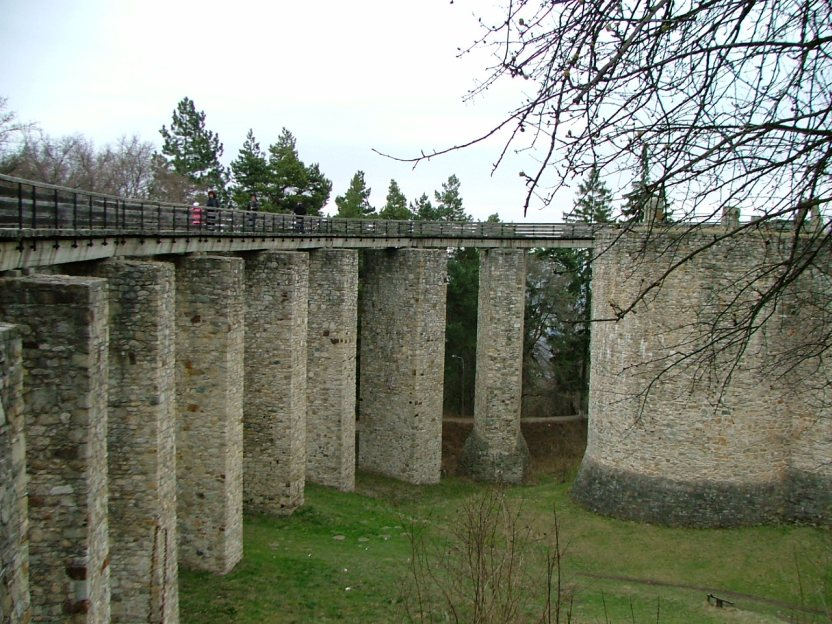
Нямецкая крепость
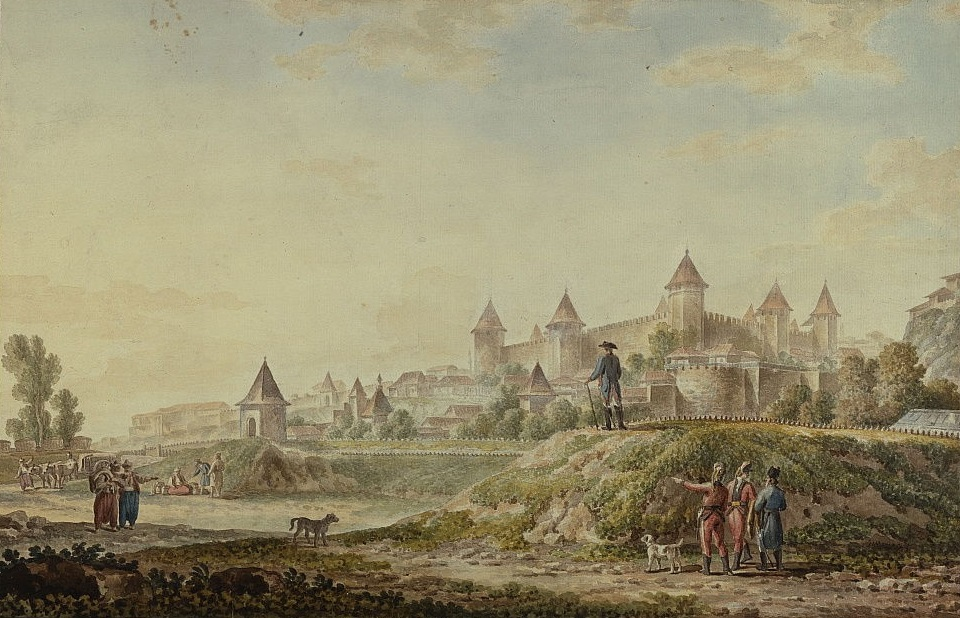
Бендерская крепость